# Harri Pesonen
Harri Pesonen (* 6. August 1988 in Jyväskylä) ist ein finnischer Eishockeyspieler, der seit Juni 2021 erneut bei den SCL Tigers aus der Schweizer National League unter Vertrag steht und dort auf der Position des linken Flügelstürmers spielt.

## Karriere
Harri Pesonen begann seine Karriere als Eishockeyspieler 2007 bei JYP Jyväskylä, für das er bereits in der Jugend aktiv war. In der Saison 2007/08 gab Pesonen sein Debüt für JYP in der SM-liiga, als er in drei Spielen auf dem Eis stand, in denen er punkt- und straflos blieb. In der folgenden Spielzeit wurde der Angreifer Stammspieler und erzielte sieben Scorerpunkte, darunter vier Tore, in 47 Spielen und wurde Finnischer Meister mit seiner Mannschaft.
Zwischen 2012 und 2014 stand er bei den New Jersey Devils unter Vertrag und spielte für deren Farmteam, die Albany Devils, in der American Hockey League. Zudem kam er zu insgesamt vier Einsätzen in der  National Hockey League, in denen er punktlos blieb.
Nach zwei Spielzeiten in der Organisation der Devils kehrte Pesonen nach Europa zurück und wurde im Mai 2014 vom Lausanne HC für zwei Jahre unter Vertrag genommen. Später wurde sein Vertrag bis 2018 verlängert, anschließend wechselte er zu den SCL Tigers. Nach zwei Jahren bei den Tigers verließ Pesonen den Schweizer Club und wechselte zum HK Metallurg Magnitogorsk in die Kontinentale Hockey-Liga (KHL), der für ihn eine Ablösesumme zahlte. Während der Saison wechselte er innerhalb der KHL zum Ak Bars Kasan, ehe er zur Saison 2021/22 zu den SCL Tigers zurückkehrte.

### International
Im Juniorenbereich nahm Pesonen für Finnland an der U20-Junioren-Weltmeisterschaft 2008 teil. Drei Jahre später debütierte er für die finnische Herren-Nationalmannschaft beim Channel One Cup 2011, wobei er zwei Tore erzielte. Anschließend gehörte er zum finnischen Aufgebot bei der Weltmeisterschaft 2019, die die Finnen gewannen, und den Olympischen Winterspielen 2022 in Peking, wo die finnische Auswahl die erste Goldmedaille ihrer Geschichte errang.

## Erfolge und Auszeichnungen
- 2009 Finnischer Meister mit JYP Jyväskylä
- 2012 Finnischer Meister mit JYP Jyväskylä

### International
- 2019 Goldmedaille bei der Weltmeisterschaft
- 2022 Goldmedaille bei den Olympischen Winterspielen
- 2022 Goldmedaille bei der Weltmeisterschaft

## Karrierestatistik
Stand: Ende der Saison 2024/25

### International
Vertrat Finnland bei:
| - U20-Junioren-Weltmeisterschaft 2008 - Weltmeisterschaft 2019 - Olympischen Winterspielen 2022 | - Weltmeisterschaft 2022 - Weltmeisterschaft 2023 - Weltmeisterschaft 2025 |

(Legende zur Spielerstatistik: Sp oder GP = absolvierte Spiele; T oder G = erzielte Tore; V oder A = erzielte Assists; Pkt oder Pts = erzielte Scorerpunkte; SM oder PIM = erhaltene Strafminuten; +/− = Plus/Minus-Bilanz; PP = erzielte Überzahltore; SH = erzielte Unterzahltore; GW = erzielte Siegtore; 1 Play-downs/Relegation; Kursiv: Statistik nicht vollständig)